# Tour d'observation de Studenec

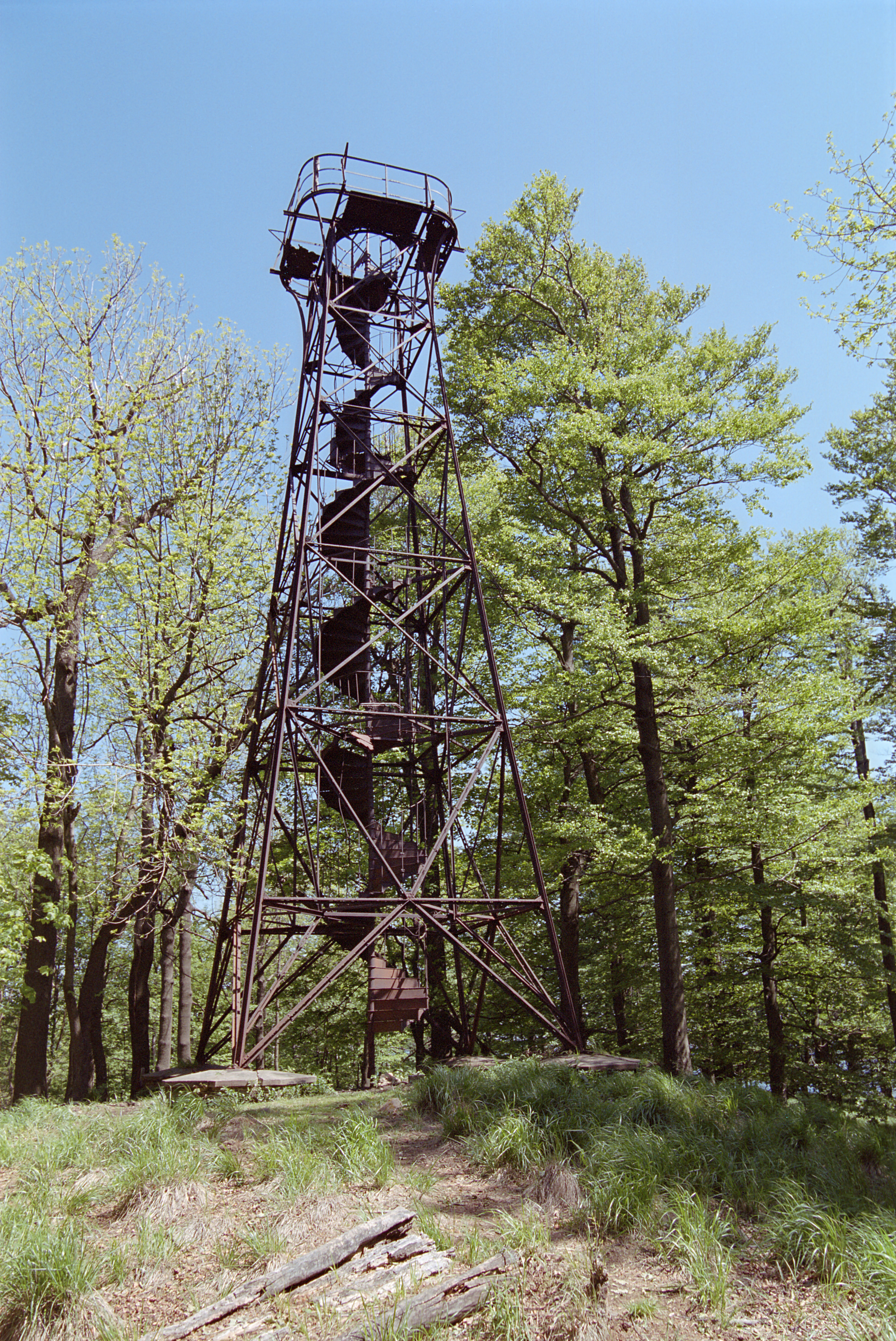
La tour d'observation.

La tour d'observation de Studenec est une tour en acier érigée sur la montagne de Studenec, dans les monts de Lusace, près de Decin, en République tchèque. La tour d'observation de Studenec a été construite en 1888 par la compagnie de Ruston et inaugurée le 15 juillet 1888.

## Lien
- http://www.rozhlednyunas.cz/rozhledny/studenec-u-ceske-kamenice/